# مقاطعة سيغو دي أفيلا
مقاطعة سيغو دي أفيلا (بالإسبانية: Provincia de Ciego de Ávila)‏ هي مقاطعة في كوبا، بلغ عدد سكانها 422,576 نسمة وذلك حسب إحصائيات سنة 2010، عاصمتها سييغو دي افيلا، تبلغ مساحتها 6,946.9 كيلومتر مربع.

## الموقع
تشترك في الحدود مع:
- سانكتي سبيريتوس
- كاماغوي.

## أعلام
- أدونيس غارسيا
- هيلدا مولينا